# Alois Kottmann
Alois Kottmann (* 20. Juni 1929 in Großauheim, Hessen; † 4. Dezember 2021 in Hofheim am Taunus) war ein deutscher Violinist, Musikpädagoge, Mäzen und Hochschullehrer.

## Leben und Wirken
Alois Kottmann war der Sohn eines Silberschmieds und hatte zwei Geschwister. Die musikalische Mutter setzte sich für eine musikalische Ausbildung der Kinder ein. Kottmanns Musiklehrer am Hanauer Gymnasium Hohe Landesschule regte ihn zum Geigenspiel an. Nach dem Abitur absolvierte er sein Studium an der Musikhochschule Frankfurt am Main bei Marie-Louise Graef-Mönch, einer Schülerin von Alma Moodie. Er studierte außerdem bei Walther Davisson, Kurt Hessenberg, Gustav Lenzewski, August Leopolder und Helmut Walcha. Kottmann erhielt beim Hochschulwettbewerb in Hamburg eine Prämie und war nach dem Konzertexamen zunächst als Geigenlehrer an der Odenwaldschule tätig. 
Ab 1958 lehrte Kottmann am Hoch'schen Konservatorium in Frankfurt, dessen kommissarischer Leiter er von 1977 bis 1979 war. Später wirkte er auch als Dozent an der Frankfurter Musikhochschule, an der Goethe-Universität Frankfurt und an der Universität Mainz.
Kottmann gründete im Jahr 1968 das Streicher-Ensemble Collegium Instrumentale Alois Kottmann, mit dem er unter anderem Tourneen im Vereinigten Königreich, in den Vereinigten Staaten und in Mexiko unternahm, sowie 1988 das Kammerorchester Kottmann-Streicher. Künstlerische Partnerschaften verbanden Kottmann unter anderem mit Karl Freitag, Agnes Giebel, Peter-Lukas Graf, Ingo Goritzki, Rainer Hoffmann, Alois Ickstadt, Maria Jäger-Jung, Marietta Krutisch, Günter Ludwig, Albert Mangelsdorff, Gisela Sott und Heinz Teuchert.
In den 1970er gründete Kottmann die Senckenberg-Konzerte im Frankfurter Naturmuseum Senckenberg. Er war 1980 Mitbegründer der Gallus-Konzerte in Flörsheim und 1983 Gründer der Internationalen Musiktage Hessen Main-Taunus Hofheim. Außerdem initiierte er die Philippsruher Schlosskonzerte in Hanau, wo er ebenfalls mit seinem Collegium Instrumentale prägend mitwirkte.
Darüber hinaus war er im Jahr 2000 Ideenträger für den Paul-Hindemith-Preis für Kunst und Menschlichkeit der Stadt Hanau und 1991 Initiator und Stifter des Alois-Kottmann-Preises für klassisches, sangliches Violinspiel in Verbindung mit der Stadt Frankfurt am Main.
Alois Kottmann engagierte sich unter anderem für den mehrfach in Frage gestellten Fortbestand des Hoch'schen Konservatoriums, für die regionale Förderung der Musikkultur im Rhein-Main-Gebiet, die Förderung internationaler junger Talente und die Werke Frankfurter Komponisten.

## Hörfunkaufnahmen
Mit dem Hessischen Rundfunk und dem Norddeutschen Rundfunk bestand eine langjährige Zusammenarbeit durch gemeinsame Archivproduktionen einer Vielzahl von Violin-Solo-Werken. Aufnahmen entstanden darüber hinaus auch beim RIAS Berlin, für Radio Diffusion Paris, das Schweizer Radio DRS (Studio Basel) und die British Broadcasting Corporation (BBC) sowie Übernahmen in den Tschechoslowakischen Rundfunk (Československý rozhlas). Zusammen mit dem Figuralchor des Hessischen Rundfunks unter der Leitung von Alois Ickstadt entstand für die ARD eine Vielzahl von Hörfunksendungen, an denen das Collegium Instrumentale Alois Kottmann und Alois Kottmann als Solist künstlerisch beteiligt waren.

## Fernsehen
- ZDF-Dokumentation Passion und Leidenschaft (1985), mit Adalbert Kraus, Ernst Gerold Schramm, Collegium Instrumentale Alois Kottmann, Solist: Alois Kottmann (vl), Regie: Meinolf Fritzen

## Ehrungen
- Ernennung zum Ehrenmitglied der Drogenhilfe 80 durch die ehemalige Präsidentin des Deutschen Bundestages, Annemarie Renger
- Ehrenprofessur der Künstlerischen Fakultät der Hochschule für Musik und Darstellende Kunst in Frankfurt am Main
- August-Gaul-Plakette der Stadt Hanau (1999)
- Ehrenplakette der Stadt Frankfurt am Main (2000)
- Verdienstorden des Landes Hessen am Bande (2002)
- Verdienstorden der Bundesrepublik Deutschland (2006)[14]
- Ehrennadel in Gold der Stadt Hofheim am Taunus (2014)[15]

## Zitat
„Musik ist kein Mittel zur Selbstdarstellung, sondern ein Medium der Kommunikation zwischen Menschen.“

## Diskografie
- Johann Sebastian Bach: Konzert a-Moll für Violine, Basso continuo und Streicher, Konzert E-Dur für Violine, Basso continuo und Streicher, Konzert d-Moll für zwei Violinen, Basso continuo und Streicher. Solisten: Alois Kottmann (vl), Boris Kottmann (vl), Basso continuo wird ausgeführt mit Theorbe. Melisma 7210-2, Oestrich-Winkel.
- Albert Mangelsdorff: Denk ich an Bosnien für Posaune und Streicher; Miniaturen für Violine und Posaune; Richard Rudolf Klein: Kontradiktion für Violine, Posaune und Streicher; Paul Hindemith: Sonate Nr. 2 für Violine solo. Solisten: Albert Mangelsdorff (trb), Alois Kottmann (vl), Bruno Suys (kb). Melisma 7239-2, Oestrich-Winkel.
- Joseph Haydn: Die sieben letzten Worte des Erlösers am Kreuz. Mit Zwischentexten von Peter Härtling. Rezitation Karlheinz Böhm. Melisma 7016-2, Oestrich-Winkel.
- Georg Friedrich Händel: Der Messias. Ausführende: Sharon Markovich (Sopran). Hildegard Laurich (Alt), Adalbert Kraus (Tenor), Ernst Gerold Schramm (Bass), Figuralchor des Hessischen Rundfunks, Alois Ickstadt (Dirigent). Melisma 6046, Oestrich-Winkel.
- Paul Hindemith: Trauermusik für Violine und Streicher; Richard Rudolf Klein: Canto für Violine und Streicher; Edvard Grieg: Aus Holbergs Zeit op. 40; Edward Elgar: Serenade op. 20; Samuel Barber: Adagio for Strings. Melisma 7098-2, Oestrich-Winkel.
- Felix Mendelssohn Bartholdy: Sinfonien Nr. 12 g-Moll und Nr. 9 c-Moll für Streichorchester. Melisma 7031-2, Oestrich-Winkel.
- Joseph Haydn: Konzert C-Dur für Violine und Streichorchester; Sinfonie Nr. 88 G-Dur Hob. I: 88. Solist: Alois Kottmann (vl). Melisma 7262, Oestrich-Winkel.
- Joseph Haydn: Die Schöpfung. Oratorium für Soli, Chor und Orchester.  Solisten: Dorothea Wirtz (Sopran), Adalbert Kraus (Tenor), Ernst Gerold Schramm (Bass), Figuralchor des Hessischen Rundfunks, Bläser des Frankfurter Museumsorchesters, Alois Ickstadt (Dirigent). Melisma 706, Oestrich-Winkel.
- Johann Sebastian Bach: Kantate Herz und Mund und Tat und Leben. BWV 147; Joseph Haydn: Missa in d-Moll in angustiis Hob. XXII:11 (Messe in der Bedrängnis, auch: Nelson-Messe). Ausführende: Ulrike Sonntag (Sopran), Alison Browner (Alt), Adalbert Kraus (Tenor), Ernst Gerold Schramm (Bass), Figuralchor des Hessischen Rundfunks, Alois Ickstadt (Dirigent). Melisma 726, Oestrich-Winkel.
- Johann Sebastian Bach: Johannes-Passion BWV 245. Ausführende: Ulrike Sonntag (Sopran), Alison Browner (Alt), Adalbert Kraus (Tenor), Ernst Gerold Schramm (Bass), Figuralchor des Hessischen Rundfunks, Alois Ickstadt (Dirigent). Melisma 7058, Oestrich-Winkel.
- Johann Sebastian Bach: Messe h-Moll BWV 232. Ausführende: Ulrike Sonntag (Sopran), Alison Browner (Alt), Adalbert Kraus (Tenor), Ernst Gerold Schramm (Bass), Figuralchor des Hessischen Rundfunks, Dirigent: Alois Ickstadt. Melisma 7023-2, Oestrich-Winkel.
- Felix Mendelssohn Bartholdy: Konzert d-Moll für Violine und Streicher; Richard Rudolf Klein: Canto für Violine und Streicher; Johanna Senfter: Konzert für zwei Violinen und Streichorchester c-Moll. Solisten: Alois Kottmann (vl), Boris Kottmann (vl). Melisma 7248-2, Oestrich-Winkel.
- Ernest Bloch: Suite 1; Max Reger: Präludium und Fuge h-Moll op. 117/1; Eugène Ysaÿe: Sonate d-Moll (Ballade) op. 27 Nr. 3; Igor Strawinsky: Élégie; Johann Sebastian Bach: Sonate C-Dur BWV 1005. Solist: Alois Kottmann (vl). Melisma 7100-2, Oestrich-Winkel.
- Wolfgang Amadeus Mozart: Sinfonie A-Dur KV 201. Solist: Alois Kottmann (vl). Peter Härtling spricht Texte aus Hindemiths Bach-Rede aus dem Jahr 1950. Paul Hindemith: Trauermusik für Violine solo und Streicher; Duette für zwei Violinen. Solisten: Alois Kottmann (vl), Boris Kottmann (vl); Johann Sebastian Bach: Chaconne aus der Partita d-Moll für Violine solo, BWV 1004. Solist: Alois Kottmann. Melisma 7099-2, Oestrich-Winkel.
- Wolfgang Amadeus Mozart: Missa C-Dur KV 317 Krönungsmesse Regina coeli, KV 127; Felix Mendelssohn Bartholdy: Herr Gott, du bist unsere Zuflucht / Um unsrer Sünden willen; Joseph Rheinberger: Abendlied op. 79/6. Solisten: Ulrike Sonntag (Sopran), Alison Browner (Alt), Adalbert Kraus (Tenor), Ernst Gerold Schramm (Bass), Figuralchor des Hessischen Rundfunks, Alois Ickstadt (Dirigent). Melisma 7035, Oestrich-Winkel.
- Robert Schumann: Sonate a-Moll op. 105; Sonate d-Moll op. 121. Clara Schumann: Romanzen. Solisten: Alois Kottmann (vl), Günter Ludwig (p). Melisma 7101, Oestrich-Winkel.
- Johannes Brahms: Sonate Nr. 1 G-Dur op. 78; Sonate Nr. 2 A-Dur op. 100; Sonate Nr. 3 d-Moll op. 108. Solisten: Alois Kottmann (vl), Günter Ludwig (p). Melisma 7102, Oestrich-Winkel.
- César Franck: Sonate A-Dur; Max Reger: Sonate Nr. 2 D-Dur op. 3. Solisten: Alois Kottmann (vl), Günter Ludwig (p). Melisma 7018, Oestrich-Winkel.
- Ferruccio Busoni: Sonate Nr. 2 c-Moll op. 36a; Gabriel Fauré: Sonate Nr. 1 A-Dur op. 13; Olivier Messiaen: Thème et variations. Solisten: Alois Kottmann (vl), Günter Ludwig (p). Melisma 7253, Oestrich-Winkel.
- Gallus-Konzerte in der Barockkirche zu Flörsheim am Main. Werke von Wolfgang Amadeus Mozart, Felix Mendelssohn Bartholdy, Joseph Rheinberger u. a. Opus 27035. Cappella Wiesbaden 1989
- Gallus-Konzerte Flörsheim am Main. Werke von Wolfgang Amadeus Mozart, Dietrich Buxtehude, Felix Mendelssohn Bartholdy, Johann Sebastian Bach, Joseph Haydn, Joseph Rheinberger u. a. Opus 27042. Cappella Wiesbaden 1990
- 40 Jahre Collegium Instrumentale Alois Kottmann – Polyphonie. Felix Mendelssohn Bartholdy: Violinkonzert d-Moll; Richard Rudolf Klein: Canto für Violine und Streichorchester; Johanna Senfter: Konzert für 2 Violinen und Streichorchester c-Moll. Solisten: Alois Kottmann (vl), Boris Kottmann (vl). Melisma 6735519, Oestrich-Winkel.